# Ehretia timorensis
Ehretia timorensis là loài thực vật có hoa trong họ Ehretiaceae. Loài này được Decne. mô tả khoa học đầu tiên năm 1834.